# Leonard Hofstadter

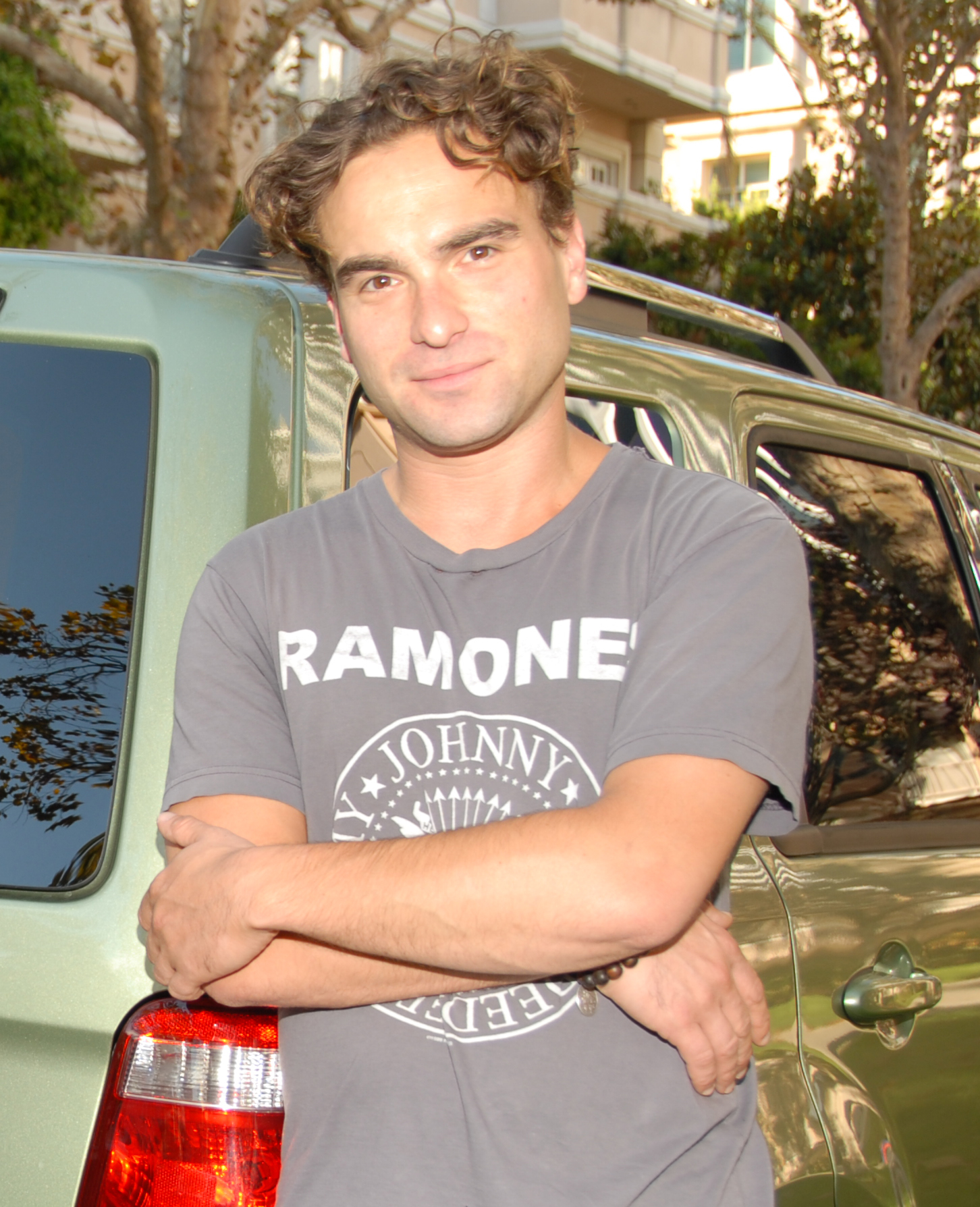
Johnny Galecki, který ztvárnil postavu Leonarda

Dr. Leonard Leakey (Čurila) Hofstadter je hlavní fiktivní postava amerického sitcomu Teorie velkého třesku, ve kterém ho ztvárnil herec Johnny Galecki. Leonard je experimentální fyzik, který bydlí spolu se svým kolegou a přítelem Sheldonem Cooperem. Leonard a Sheldon byli pojmenováni po herci Sheldonu Leonardovi a po laureátech Nobelovy ceny Robertu Hofstadterovi a Leonu Cooperovi.
Jedním z témat seriálu je vztah mezi Leonardem a sousedkou z protějšího bytu Penny, z něhož plynou různé vtipné situace.

## Osobnost
Narodil se 17. května 1980 ve státě New Jersey. Je experimentálním fyzikem v Kalifornském Institutu Technologie a bydlí spolu s Sheldonem Cooperem v Pasadeně v Kalifornii. Většinou má na sobě hnědé kalhoty, černé brýle a tričko s tematikou fyziky. I když se doma mezi svými přáteli cítí jako geek, snaží se být více společenský. Už od první chvíle, kdy spatří Penny, přemýšlí, jak jí pozvat na rande a jaký by byl jejich společný život. Leonard také hraje na violoncello. I přes jeho pokusy zamezit tomu, aby působil jako geek, vlastní hygienické prostředky Star Wars, kompletní sbírku komiksových knih Superman, leteckou kombinézu válečníka ze seriálu Battlestar Galactica. Všech těchto věcí se chtěl zbavit, aby zapůsobil na Penny, avšak zanechal toho, jakmile ji viděl s jiným mužem. Leonard a Sheldon mají zvláštní vztah. Zná Sheldona ze všech nejlépe a ve spoustě situacích Leonard slouží jako prostředník mezi Sheldonem a okolním světem. Například když se Sheldon a Penny pohádali, musel zavolat jeho matce, aby přiletěla za ním a řekla mu pár mateřských rad.
Co se týče jeho zdravotního stavu, trpí nesnášelivostí laktózy. Nesmí se dostat do styku ani s malým množstvím mléka, másla nebo třeba jogurtu – vždy to končí přinejmenším nadýmáním. Je krátkozraký – v jedné epizodě, kdy si rozbil v kině své brýle, se musel vrátit domů pro své náhradní. Při tom mu po cestě pomáhala robotická helma s kamerou, kterou vyrobili Raj a Howard, aby jej navigovali. Zkoušel nosit i kontaktní čočky, jenom kvůli přítelkyni Priye, jelikož přes ně moc neviděl a měl s nimi menší nehodu, přestal je nosit.

## Rodina
Všichni členové jeho rodiny jsou vědci kromě jeho bratra, který je profesor práva na Harvardu. Jeho matka, Dr. Beverly Hofstadterová, je psychiatrička a neuroložka, její osobnost je téměř totožná s Sheldonovou (a to včetně pozornosti k detailům, neobliba společenských konvencí...) a je zodpovědná za těžké Leonardovo dětství. Kvůli své matce nikdy neslavil narozeniny jako malý, nezajímá ji ani jeho práce a jeho život celkově. Když byl jednou s Penny o samotě, sdělil jí, že jako malý si vytvořil "objímací stroj", kterým si kompenzoval nikdy neprojevenou lásku matky. V jeho osmi letech ho matka donutila vrátit cenu za soutěž, kterou vyhrál.
Leonardův otec Alfred Hofstadter pracuje jako antropolog, strávil údajně více času s kostrou etruského chlapce než s ním. Leonard měl také kočku jménem Dr. Boots Hofstadter a psa Mitsy, který však (jak se později ukázalo v jedné z epizod) zemřel.

## Práce
Jeho IQ je 173 a ve svých 24 letech obdržel titul Ph.D. Pracuje jako experimentální fyzik a jeho práce zahrnuje především různé typy laserů. Všem se jeho výzkumy zdají přesné a logické, jen Sheldon celou jeho práci vyvrací, a proto se nemůžeme divit, že pracovat doma v jedné místnosti s Sheldonem je pro něj velice vyčerpávající.

## Vztahy
Leonard je ohledně žen velice plachý, přesto by chtěl mít přítelkyni. V průběhu první série je poblázněn Penny a na konci se mu podařilo ji konečně pozvat na rande. Brzy se ale rozchází, když Penny zjišťuje, že pro něj není dostatečně chytrá. Před Penny měl ještě pár přítelkyň, nejvíce zmiňovanou byla Joyce Kim, se kterou chodil 27 dní. Potom se ukázalo, že je špiónka a musela se vrátit do Severní Koreje. Před Penny byl také nějaký čas se svou spolupracovnicí z univerzity – Leslie Winkle, úhlavním nepřítelem Sheldona – vyvracela jeho teorie. V průběhu druhé série začal chodit s Dr. Stephanie Barnett, kterou přebral Howardovi. Dokonce i Sheldon nic nenamítal proti jeho vztahu se Stephanie, jejich vztah ale skončil mimo obrazovku. Na začátku 3. série se opět dal dohromady s Penny, začal s ní klasický romantický vztah a měli spolu poprvé sex. Předčasně to celé však ukončili, protože ji řekl, že ji miluje a ona nedokázala odvětit. Na konci 3. série se definitivně rozešli. V průběhu 4. série Leonard udržuje vztah s Rajovou sestrou – Priyou i přes přísahu, kterou kdysi složili s Howardem Rajovi, že se jí nikdy nebudou nabízet a snažit se o ni.
V páté sérii opět naváže Leonard vztah s Penny. Na konci sedmé série se zasnoubí a na konci osmé série se vezmou. V závěru seriálu se dovídáme, že je Penny těhotná.